# ادوارد کاروانا دینگلی
ادوارد کاروانا دینگلی (به انگلیسی: Edward Caruana Dingli) (زادهٔ ۲۴ آوریل ۱۹۹۲) شناگر اهل مالت است.